# IPIM
IPIM – chorwacki samochód dostawczy na bazie półciężarówek marki Kia, wykonany przez firmę IPIM B, znany z używania w browarach Chorwacji. Samochód służy do prowadzenia sprzedaży i celów marketingowych. Jest produkowany od 2003 roku. Jego stylizacja przypomina ciężarówki z lat 20.
Karoseria wykonana jest ze stali nierdzewnej w celu zaoferowania 50 lat gwarancji na karoserię. Istnieją różne wersje: pasażerska z dziewięcioma siedzeniami dla pasażerów, ciężarówka oraz wiele innych. Jest napędzany przez 2,7 litrowy silnik Kia o mocy 80 KM.
Model podstawowy kosztuje ok. 42 500 euro, ale wyposażenie dodatkowe może zwiększyć cenę o prawie 100 000 euro. IPIM zamierza produkować 50 samochodów rocznie